# Giuseppe Grandi
Pour les articles homonymes, voir Grandi.
Giuseppe Grandi (né le 17 octobre 1843 à Valganna, mort le 30 novembre 1894 dans la même ville) est un sculpteur italien.

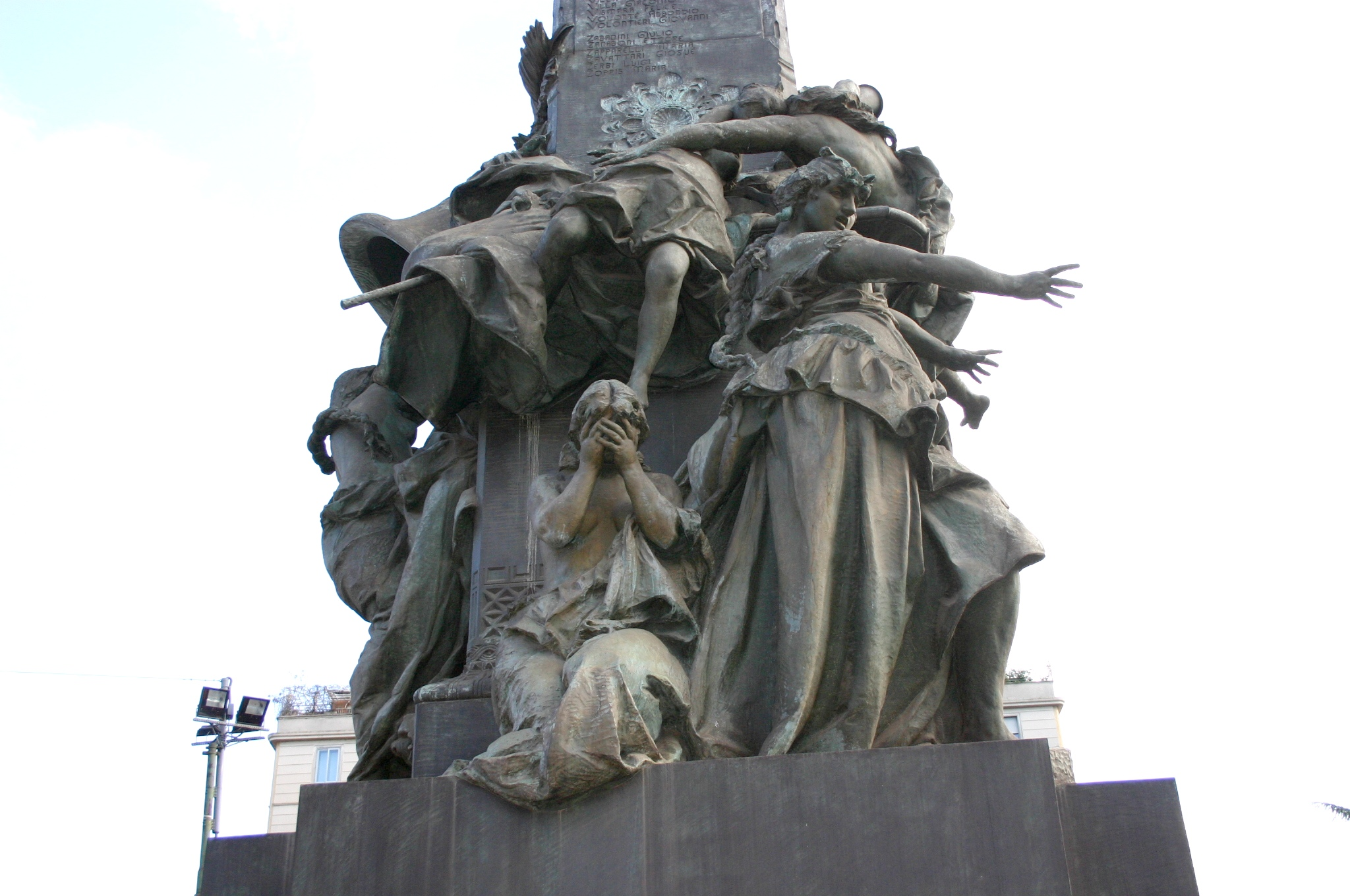
Monument en bronze dédié aux Cinq journées de Milan (1881), Milan.

## Biographie
Grandi étudie l'art, la peinture et la sculpture, avec Vincenzo Vela à l'académie des beaux-arts de Brera de Milan. En 1866, il remporte une compétition artistique avec une sculpture appelée Ulisse. Par la suite, il commence à travailler sur une sculpture vériste représentant le sculpteur Odoardo Tabacchi pour la ville de Turin.
Après avoir vécu quelques années à Turin, il revient à Milan où il rejoint l'école lombarde du mouvement scapigliatura. Il se lie d'amitié avec Tranquillo Cremona, Cesare Tallone et Daniele Ranzoni, avec lesquels il s'engage dans la lutte contre l'art académique. Laissant de côté la douceur du néoclassicisme et la lucidité de l'art romantique, il chercha à introduire les effets « luministiques » de la peinture dans la sculpture.
Il transmet également ses connaissances à d'autres sculpteurs qu'il accueille dans son atelier. Parmi ses élèves, on peut notamment citer le sculpteur Adolfo Wildt.
L'une de ses œuvres les plus célèbres est le monument de Cesare Beccaria réalisé en 1871 pour la ville de Milan. Parmi ses autres sculptures moins connues, on peut citer paggio di Lara datant de 1873 et son Maresciallo (Michel Ney) en 1874.
En 1881, il participe à un concours pour créer un monument en hommage à l'insurrection des Cinq journées de Milan. Il remporte le premier prix et commence alors la réalisation de cette sculpture monumentale qui est installée sur la piazza di Porta Vittoria de Milan. Pendant treize ans, il se consacre intensément à la composition, la préparation puis la réalisation des différentes sculptures composant l'ensemble. Pour les besoins de son travail, il crée toute une série de statues animalières. Pour chacun des cinq jours de l'insurrection, il fait appel à différentes personnalités qui posent pour lui. Malheureusement, il meurt en 1894 avant d'avoir vu son œuvre inaugurée.
La ville de Milan a rebaptisé une place à son nom.

## Œuvres
- Michel Ney  &Maréchal Ney, Musée d'Orsay, Paris,
- Pleureuse, Galerie d'art moderne de Milan, Milan,
- Monument de Cesare Beccaria, Piazza Beccaria, Milan,
- Monument aux Cinq journées, Piazza Cinque Giornate, Milan.